# 谐里河
谐里河，位于中国广西壮族自治区西北部，是布柳河左岸支流，发源于乐业县甘田镇九洞村老高山，东北流至新化镇百坭村折向东，进入天峨县，于天峨县更新乡新林村巴岩屯注入布柳河。干流长83千米，平均比降4.93‰，流域面积506平方千米。